# Anacostia Museum

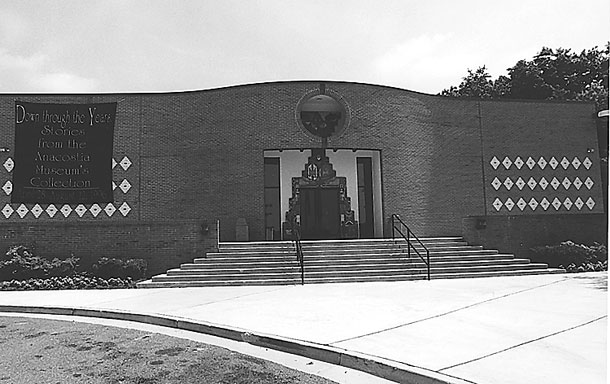
Schwarz-Weiß-Foto des Museums

Das Anacostia Community Museum ist ein Museum der Smithsonian Institution in Anacostia, einem Stadtviertel von Washington, D.C., Vereinigte Staaten, das 1967 eröffnet wurde. Sein Fokus liegt auf der nationalen Geschichte und Kultur der Afroamerikaner und wendet sich an Gelehrte und alle nationalen und internationalen Besucher.

## Geschichte
Das Museum wurde ursprünglich als Anacostia Neighborhood Museum im alten Carver-Kino an der Martin Luther King, Jr. Avenue im Jahr 1967 gegründet.
Es war die Idee von S. Dillon Ripley, Leiter der Smithsonian Institution von 1964 bis 1984.

## Vision
Das Anacostia Museum und Zentrum setzt besondere Priorität auf die Erhebung, den Schutz und die Erhaltung von Materialien, die die Geschichte und Traditionen von Familien, Organisationen, Einzelpersonen und Gemeinschaften dokumentieren.

## Fokus
Das Anacostia Museum und Zentrum hat kürzlich sein Hauptaugenmerk auf die Sammlung, Aufbewahrung und Studie von Artefakten geändert. Es gibt jetzt ein Online-Akademie, die das Engagement im Bereich Identifikation, Studie, Erhaltung und Sammlung von afroamerikanischem Material erleichtert.

## Die Akademie
Die Akademie besteht aus Menschen, die ihre Kompetenz und ihre Erkenntnisse zu verschiedenen Themen im Bereich der materiellen Kultur einbringen. Sie halten virtuelle Vorlesungen, Workshops und Demonstrationen für die Online-Besucher des Museums abhalten. Die Daten innerhalb der Akademie sind so aufgebaut, dass sie mit der Datenbank für Artefakte der Dauerausstellung des Museums abgeglichen werden können, um Herauszufinden, welche Rolle die materielle Kultur auf die historische und kulturellen Erfahrungen der Afroamerikaner hatte.

## Bibliografie
- Ripley, Dillon (1969). The Sacred Grove: Essays on Museums. New York: Simon and Schuster. ISBN 0671203177.